# 博埃肖河
博埃肖河是意大利的河流，位於該國北部，河道全長11.6公里，流域面積47平方公里，平均流量每秒1.75立方米，發源自庫韋廖，最終在拉韋諾-蒙貝洛注入馬焦雷湖。它位于一个名叫博肖的城市
45°54′28″N 8°37′01″E / 45.9079°N 8.61694°E